# Riazán
Riazán (en ruso: Рязань - Riazán) es una ciudad del Distrito Federal Central de Rusia, a la vez que un centro administrativo del óblast de Riazán. Situada a orillas del río Oká —el principal afluente del Volga por su derecha—, está a 196 kilómetros al sureste Moscú. En el censo ruso de 2002 tenía 521 560 habitantes, y en el anterior censo soviético de 1989 tenía 514 638 habitantes. Al oeste de la ciudad se encuentra la base de bombarderos estratégicos de Diáguilevo, y al suroeste de la ciudad se encuentran la base abandonada de Aleksándrovo y el pequeño Aeropuerto de Turlátovo.

## Historia
Todavía se pone en duda si el kremlin de Riazán lo fundaron unos colonizadores eslavos en 1095 como parte de su emigración a territorios poblados por tribus finesas. Inicialmente se construyó de madera, siendo gradualmente reemplazado por construcción de cemento. La parte más antigua conservada del kremlin data de antes del siglo XV.
Sin embargo, las primeras menciones escritas de la ciudad, con el nombre de Pereyaslavl-Riazanski, datan de 1301. En ese momento la ciudad era parte del Principado de Riazán, que existió desde 1129 y cuyo centro era la antigua ciudad de Riazán. El primer gobernante de Riazán se supone que fue Yaroslav Sviatoslávich, príncipe de Chernígov (una ciudad de la Rus de Kiev), después príncipe de Múrom-Riazán.
El territorio de Riazán, situado en el límite entre el bosque y la estepa, sufrió numerosas invasiones procedentes del sur, llevadas a cabo por diferentes tribus, incluyendo los jázaros, los pechenegos y los cumanos. La antigua ciudad de Riazán fue la primera ciudad de Rusia en ser saqueada por los mongoles de Batú Kan. El 21 de diciembre de 1237, fue brutalmente destruida y nunca se recuperó completamente. Yevpatiy Kolovrat comando una guerrilla formada por parte de los 1700 sobrevivientes contra los ejércitos mongoles, siendo diezmada aproximadamente el 10 de enero de 1238 cerca de Kolomna, Batú Kan entregó los cuerpos por su heroísmo. Como resultado del saqueo, la sede del principado se trasladó al pueblo de Pereyaslavl-Riazanski, a unos 50 kilómetros de distancia, tomando el nombre de la destruida capital. El lugar de la antigua ciudad tomó el nombre de Stáraia Riazán (Antigua Riazán).
En 1380, la batalla de Kulikovo fue un momento clave en la historia de Rusia, en la que el Gran Príncipe Óleg de Riazán y sus hombres lucharon en alianza con Mamai, un poderoso caudillo de la Horda de Oro, contra el Gran Príncipe de Vladímir, Dmitri Donskói de Moscú.
Al final del siglo XIII los príncipes de Riazán movieron su capital a Pereyaslavl-Riazanski, que será conocida como Riazán desde el siglo XVI (oficialmente renombrada en 1778). El principado fue finalmente incorporado al Principado de Moscú en 1521.

## La Riazán moderna
Riazán es una ciudad que se transforma rápidamente, en especial las áreas de las calles Novosiólov y Moskóvskoie Shosé, donde se han construido grandes centros comerciales. La ciudad es sede de la escuela de Tropas Aerotransportadas de Rusia. 
Debido a su cercanía a Moscú (tres horas en tren), la moderna Riazán tiene una pujante vida nocturna.
En 2022, el Ministerio de la Construcción publicó una calificación actualizada del nuevo índice de digitalización urbana. Ryazan ingresó a las tres principales ciudades con una población de 250 mil a un millón de personas

## Clima
| Parámetros climáticos promedio de Riazán (normales 1991–2020, extremos 1871–presente) | Parámetros climáticos promedio de Riazán (normales 1991–2020, extremos 1871–presente) | Parámetros climáticos promedio de Riazán (normales 1991–2020, extremos 1871–presente) | Parámetros climáticos promedio de Riazán (normales 1991–2020, extremos 1871–presente) | Parámetros climáticos promedio de Riazán (normales 1991–2020, extremos 1871–presente) | Parámetros climáticos promedio de Riazán (normales 1991–2020, extremos 1871–presente) | Parámetros climáticos promedio de Riazán (normales 1991–2020, extremos 1871–presente) | Parámetros climáticos promedio de Riazán (normales 1991–2020, extremos 1871–presente) | Parámetros climáticos promedio de Riazán (normales 1991–2020, extremos 1871–presente) | Parámetros climáticos promedio de Riazán (normales 1991–2020, extremos 1871–presente) | Parámetros climáticos promedio de Riazán (normales 1991–2020, extremos 1871–presente) | Parámetros climáticos promedio de Riazán (normales 1991–2020, extremos 1871–presente) | Parámetros climáticos promedio de Riazán (normales 1991–2020, extremos 1871–presente) | Parámetros climáticos promedio de Riazán (normales 1991–2020, extremos 1871–presente) |
| Mes                                                                                   | Ene.                                                                                  | Feb.                                                                                  | Mar.                                                                                  | Abr.                                                                                  | May.                                                                                  | Jun.                                                                                  | Jul.                                                                                  | Ago.                                                                                  | Sep.                                                                                  | Oct.                                                                                  | Nov.                                                                                  | Dic.                                                                                  | Anual                                                                                 |
| ------------------------------------------------------------------------------------- | ------------------------------------------------------------------------------------- | ------------------------------------------------------------------------------------- | ------------------------------------------------------------------------------------- | ------------------------------------------------------------------------------------- | ------------------------------------------------------------------------------------- | ------------------------------------------------------------------------------------- | ------------------------------------------------------------------------------------- | ------------------------------------------------------------------------------------- | ------------------------------------------------------------------------------------- | ------------------------------------------------------------------------------------- | ------------------------------------------------------------------------------------- | ------------------------------------------------------------------------------------- | ------------------------------------------------------------------------------------- |
| Temp. máx. abs. (°C)                                                                  | 6.3                                                                                   | 7.5                                                                                   | 17.8                                                                                  | 29.0                                                                                  | 33.5                                                                                  | 36.7                                                                                  | 38.9                                                                                  | 39.5                                                                                  | 33.0                                                                                  | 24.2                                                                                  | 15.8                                                                                  | 8.9                                                                                   | 39.5                                                                                  |
| Temp. máx. media (°C)                                                                 | -4.5                                                                                  | -3.7                                                                                  | 2.0                                                                                   | 12.1                                                                                  | 20.4                                                                                  | 23.4                                                                                  | 25.6                                                                                  | 24.0                                                                                  | 17.6                                                                                  | 9.5                                                                                   | 1.4                                                                                   | -3.0                                                                                  | 10.4                                                                                  |
| Temp. media (°C)                                                                      | -7.4                                                                                  | -7.1                                                                                  | -1.8                                                                                  | 6.8                                                                                   | 14.0                                                                                  | 17.4                                                                                  | 19.6                                                                                  | 17.7                                                                                  | 12.2                                                                                  | 5.8                                                                                   | -1.1                                                                                  | -5.4                                                                                  | 5.9                                                                                   |
| Temp. mín. media (°C)                                                                 | -10.1                                                                                 | -10.2                                                                                 | -5.2                                                                                  | 2.4                                                                                   | 8.4                                                                                   | 11.9                                                                                  | 14.2                                                                                  | 12.5                                                                                  | 8.0                                                                                   | 2.8                                                                                   | -3.2                                                                                  | -8.0                                                                                  | 2.0                                                                                   |
| Temp. mín. abs. (°C)                                                                  | -40.9                                                                                 | -34.8                                                                                 | -28.6                                                                                 | -18.6                                                                                 | -5.0                                                                                  | -1.8                                                                                  | 3.5                                                                                   | 0.4                                                                                   | -7.3                                                                                  | -14.6                                                                                 | -24.5                                                                                 | -39.7                                                                                 | -40.9                                                                                 |
| Precipitación total (mm)                                                              | 40                                                                                    | 37                                                                                    | 32                                                                                    | 41                                                                                    | 40                                                                                    | 64                                                                                    | 78                                                                                    | 55                                                                                    | 51                                                                                    | 61                                                                                    | 46                                                                                    | 48                                                                                    | 593                                                                                   |
| Días de lluvias (≥ 1 mm)                                                              | 4                                                                                     | 4                                                                                     | 5                                                                                     | 11                                                                                    | 13                                                                                    | 15                                                                                    | 14                                                                                    | 13                                                                                    | 14                                                                                    | 15                                                                                    | 11                                                                                    | 5                                                                                     | 124                                                                                   |
| Días de nevadas (≥ 1 mm)                                                              | 23                                                                                    | 20                                                                                    | 13                                                                                    | 4                                                                                     | 1                                                                                     | 0                                                                                     | 0                                                                                     | 0                                                                                     | 0.4                                                                                   | 4                                                                                     | 14                                                                                    | 22                                                                                    | 101                                                                                   |
| Humedad relativa (%)                                                                  | 85                                                                                    | 82                                                                                    | 76                                                                                    | 67                                                                                    | 61                                                                                    | 70                                                                                    | 72                                                                                    | 74                                                                                    | 77                                                                                    | 82                                                                                    | 86                                                                                    | 85                                                                                    | 76                                                                                    |
| Fuente: Pogoda.ru.net                                                                 |                                                                                       |                                                                                       |                                                                                       |                                                                                       |                                                                                       |                                                                                       |                                                                                       |                                                                                       |                                                                                       |                                                                                       |                                                                                       |                                                                                       |                                                                                       |

## Monumentos de Riazán
- El kremlin de Riazán.
- El museo Pávlov.
- El museo de arquitectura.
- El museo de arte
- El teatro dramático
- El teatro de marionetas
- El circo infantil
- El parque Piani

## Galería

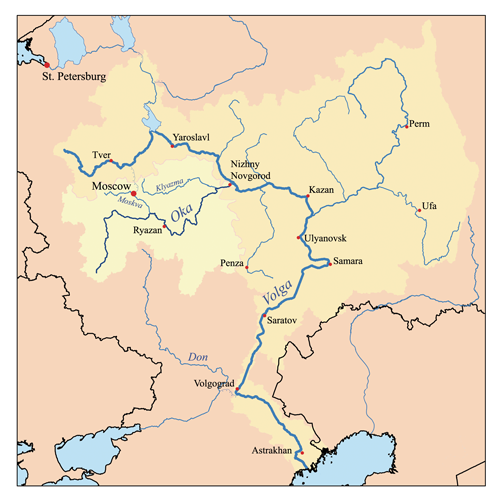
Riazán, a la orilla del río Oká, en mapa del Volga
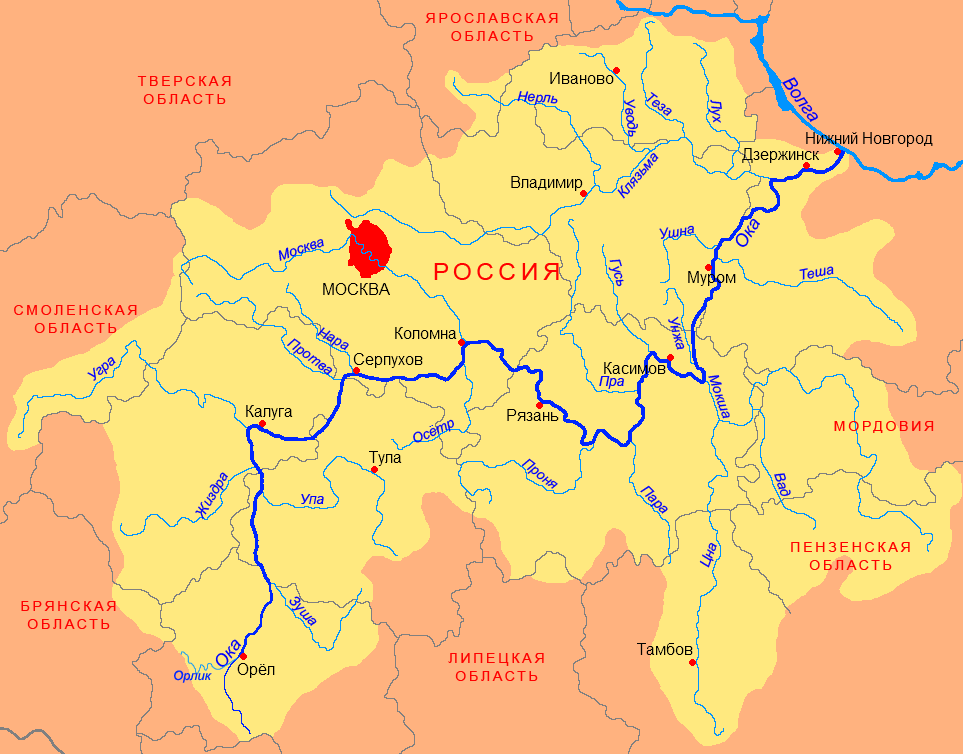
Riazán (Рязань) en mapa ruso del Volga
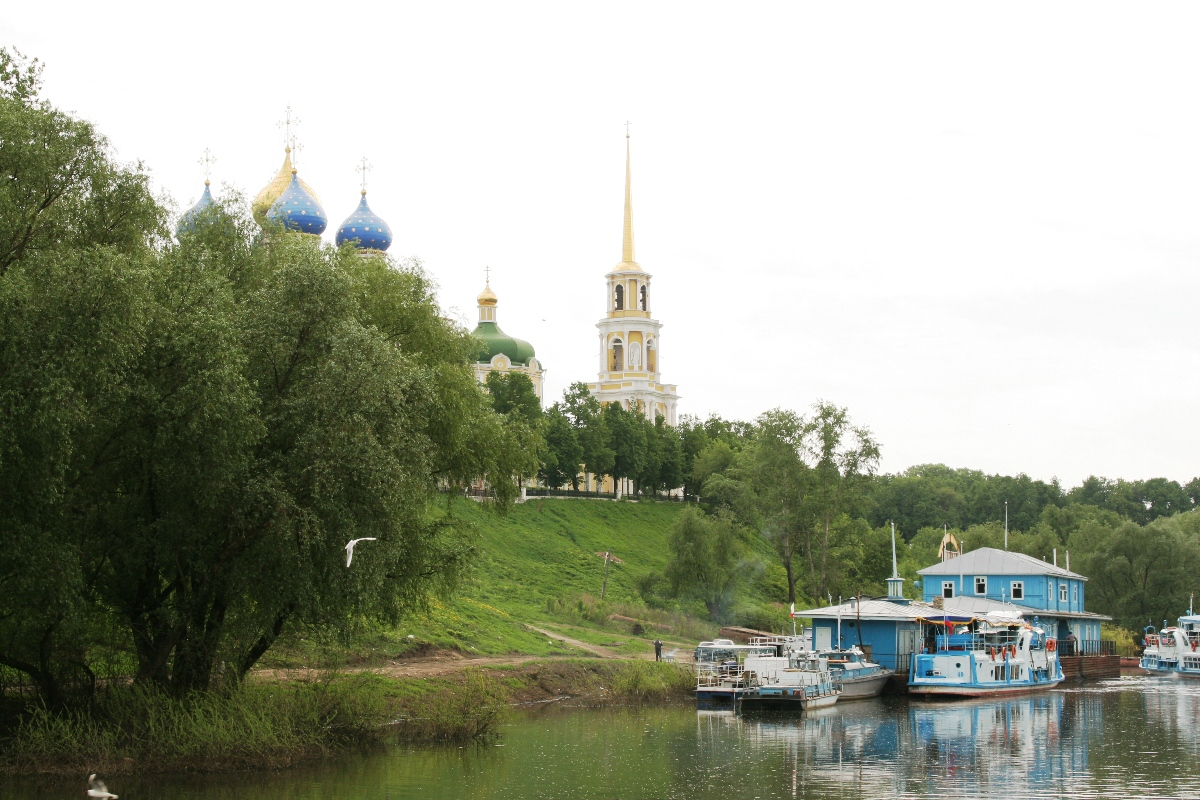
Kremlin de Riazán visto desde el río Oká
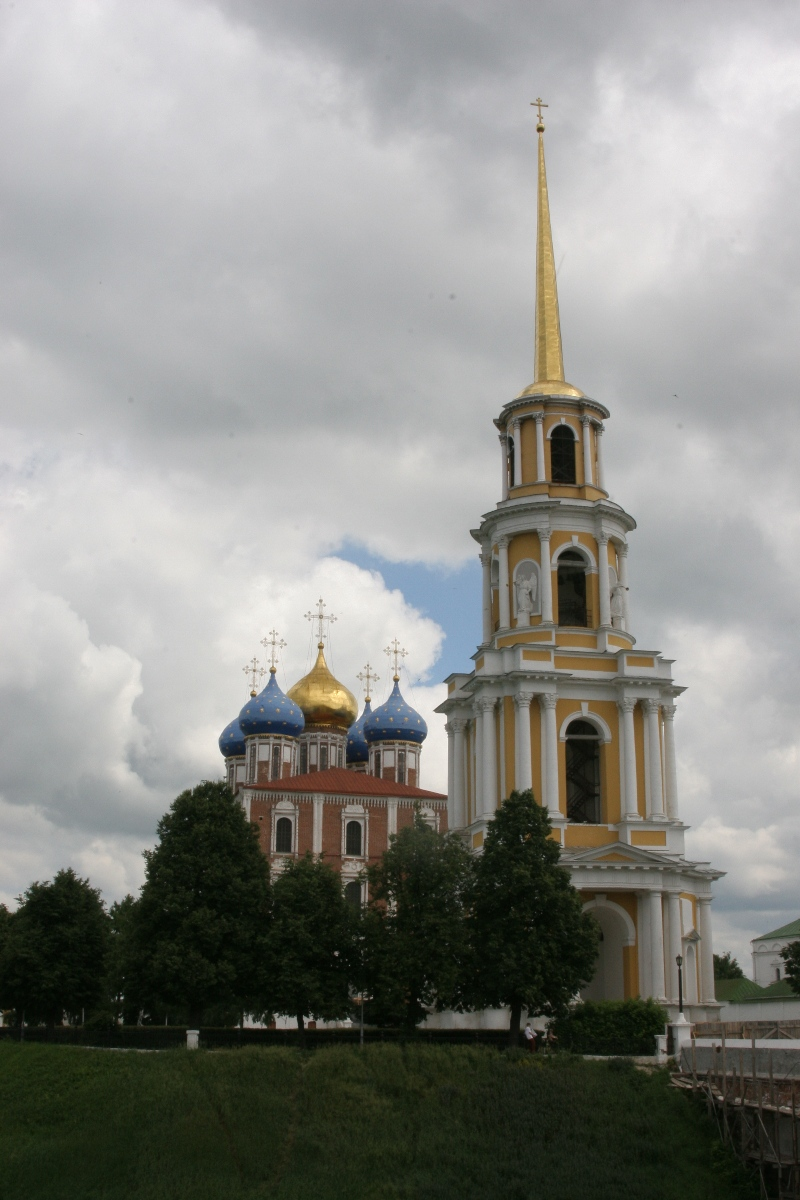
Catedral Uspenski
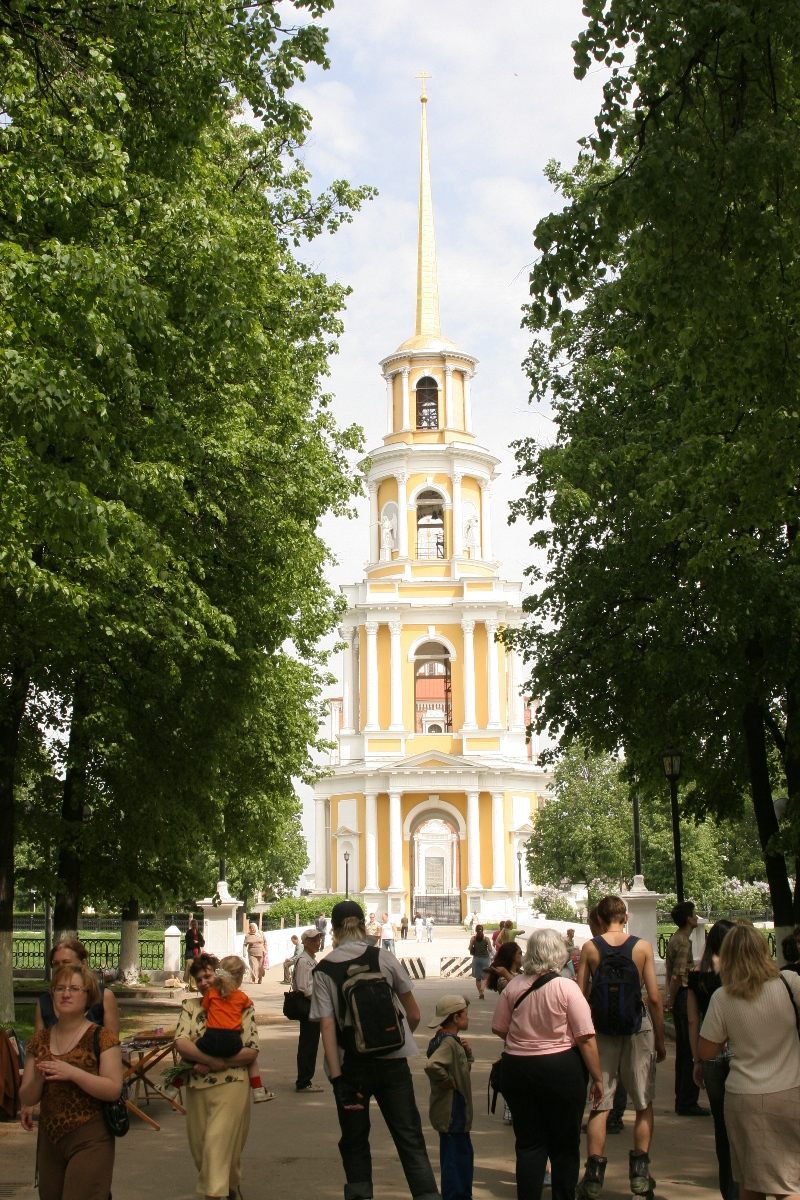
Torre del campanario

## Personajes famosos
- María Kalmykova (1978), jugadora de baloncesto.
- Artiom Kononiuk (1989), deportista.
- Nikolái Kravkov (1865–1924), farmacólogo ruso.
- Serguéi Kravkov (1893—1951), psicólogo y psicofisiólogo.
- Andréi Márkov (1856–1922), matemático pionero en estudiar la Cadena de Márkov.
- Iván Michurin (1855–1935), genetista empírico.
- Serguéi Panov (1970), jugador de baloncesto.
- Iván Pávlov (1849–1936), fisiólogo fundador del condicionamiento clásico.
- Maximilián Presniakov (1968), pintor.
- Konstantín Tsiolkovski (1857–1935), uno de los inventores de los cohetes espaciales.
- Serguéi Yesenin (1895–1925), poeta.
- Aleksandra Trúsova (2004), patinadora, campeona de Rusia en (2018).